# Шишманово кале
Шишманово кале е унищожен от турците в края на XIV век античен и средновековен град, епископски център, наричан „старият Самоков“, намиращ на 3 км южно от съвренменния град, в подножието на Доспейската планина (Лакатишка Рила) при Шишмановия пролом на около 300 м източно от пътя за Бели Искър и Мала Църква на Шишманов връх – възвишение над село Доспей.
На хълма е поставен кръст, символ на българската вяра. Паметникът е обявен за археологически обект от национално значение. Мястото е почитано от населението като полесражение на последната битка на цар Иван Шишман с турците и гроб на цар Иван Шишман. Вероятно тук в 1388 г. в бой с турците всъщност загива не царят, а неговият брат Иван Асен V Шишман. Шишманово кале е първият археологически обект, споменат в българската публицистика.
Градището е широко известно сред околното население. Останките от главната църква в него са известни като „Петрова църква“ в долната част на средновековен комплекс. Освен Фотинов за „Шишманово кале“ пишат възрожденците Иван Богоров и Ефрем Каранов, споменава се и в други ръкописи от предосвобожденската епоха. Системни разкопки започват от средата на юли 2004 г. от Археологическия институт при БАН съвместно с Историческия музей в Самоков под ръководството на археолога Веселин Хаджиангелов. Според установеното от обследваните 50 декара обектът заема малко повече от половината (25 – 30 дка), от които за 3 години проучвания са разкопани около 10%.
Античното тракийско селище заема стратегическата височина с обзор върху цялото Самоковско поле и пътищата през планината и е населявано от романизирани траки и готи, в късната античност е имало римски гарнизон, самостоятелна част или възможно от дислоцираната в Германея (Сапарева баня) 2-ра луценсийска кохорта (на латински: Cohors II Lucensium).
Градът се е състоял от подградие, същински град, ограден с крепостни стени, и цитадела. Открити са участъци от крепостните стени, една порта, в близост до нея – две сгради и две раннохристиянски базилики от 5 – 6 век, на двата срещуположни хълма. Едната е част от манастирски комплекс, долепен до крепостната стена. Другата е извън крепостната стена на северозападния хълм и в апсидата си има синтрон – амфитеатрална каменна пейка, предназначена за епископ. В този храм е служил и вероятно е живял епископ. Открит е и трон. Базиликите са унищожени от варварските нашествия в VI – VII век. Установеното говори за силен религиозен живот в града и околността. При сондажите встрани от храмовете са намерени стопански помещения и работилници (керамична и грънчарска) и остатъци от тяхната продукция. Разкрита е и работилница за железодобив с останки от пещ за топене на рудата, отпадъчни продукти (шлака и стопилки), множество заготовки от разтопеното желязо. Открити са монети и тежести за везни, многобройни тежести за вертикален стан, а също стрели и части от оръжия. На най-високата тераса със запазени останки от стената е установено допълнително ограждане. Частично запазените останки от кулата вероятно са жилището на кастрофилакса и средновековният замък на владетеля на крепостта.
Градът има три хоризонта на обитаване:
- Първият е от средата на I до началото на III век, установен с находки на монети, керамика, една забележителна бронзова апликация на Медуза Горгона.
- Втори период от края на IV век, през който са изградени крепостните стени и се характеризира като най-активния период на обитаване.
- Третият период е от V до края на VI век. От него също са открити монети и опожарявания през варварските нашествия в VI – VII в.

След това крепостта се ползва през Ранното средновековие в VII – VIII век, но няма трайни следи от населението. През 789 – 809 г. прабългарите превземат крепостите в района. Постепенно по-голяма част от населението слиза в по-равните части на източния бряг на р. Искър. Крепостта продължава живота си и в XII век, към който се датира откритата керамика в повърхностните пластове на почвата. От Средновековието (XII – XIV век) има останки от крепост – две крепостни стени, части от други сгради, кула-цитадела и подградие – на практика цял град от Второто българско царство. Локализирана и частично е разкрита в долната част на средновековния комплекс голяма българска църква от XII – XIV век, известна с фолклорно-книжовния топоним „Петрова църква" – култов паметник от тази епоха, показващ високата християнска религиозна практика в самоковския регион. Общо са намерени и приети в Самоковския музей 900 нови инвентарни единици – монети, стрели, накити, инструменти, керамика и архитектура.
В проведените етноложки проучвания от асоциацията „Онгъл“, ръководени от д-р Константин Рангочев, са събрани разкази, легенди и предания за Шишманово кале.
Шишманово кале е един от първите археологически обекти, споменавани в българските вестници и списания. Още през XIX век Константин Фотинов в своето „Землеописание“ говори за калето. Повечето извори, местности, проходи и върхове в този район, дори останалото под водите на язовир Искър село  и манастирът край него носят имена, произлизащи от цар Шишман. Легендите свързват това място с последната битка на цар Иван Шишман и падането под османска власт, със смъртта и гроба му, с неговата хазна и корона, скрити в пещера някъде наоколо. Според преданията на това място цар Шишман се е изправил за последна битка с турците. В сражението главата му била отрязана, но той, изключително здрав и силен, дори обезглавен продължил да се движи напред, като размахвал меча и сечал турците, а отсечената му на хълма глава, след като паднала, се претъркулила седем пъти, така се появили седем извора, наречени Цареви кладенци.